# Hino da Maria da Fonte
O "Hino da Maria da Fonte", também conhecido como o "Hino do Minho", é um hino patriótico português composto em 1846, por Angelo Frondoni e com letra de Paulo Midosi, na sequência da Revolta da Maria da Fonte.

## História
Segundo o obituário de Angelo Frondoni escrito por Acácio Antunes, publicado n'O Occidente em 1891, foi Paulo Midosi, libretista de Frondoni em diversas operetas, que o procurou com a proposta de musicar uns versos para "um hino entusiástico". A música, que Frondoni compôs nesse mesmo dia, viria a tornar-se no hino da revolução popular do Minho.
De acordo com João Augusto Marques Gomes, o Hino da Maria da Fonte foi cantado pela primeira vez em 24 de Junho de 1846, um mês depois dos principais incidentes revolucionários, em casa do Marquês de Nisa, por uma cantora lírica. O triunfo dos liberais anti-cabralistas assegura, poucos dias depois, o regresso de César de Vasconcelos, José Estêvão, e Mendes Leite, que haviam sido exilados após o Pronunciamento Militar de Torres Novas. Na noite de 6 de Julho, os três assistem à representação de O Alfageme de Santarém de Almeida Garrett no Teatro D. Maria II — nos intervalos, tocou-se o "Hino da Maria da Fonte", e todo o público cantou, bateu palmas e deu vivas entusiasticamente.
Após a Implantação da República em 1910, houve quem defendesse a adopção do Hino da Maria da Fonte como novo hino nacional, como António Arroio.
Ainda hoje, o Hino da Maria da Fonte continua a ser utilizado em cerimónias cívicas e militares, sendo a música com que se saúdam o Presidente da Assembleia da República, o Primeiro-Ministro e os Ministros e Secretários de Estado, bem como o Presidente do Supremo Tribunal de Justiça, Chefe e Vice-Chefe do Estado-Maior-General das Forças Armadas, e os Chefes dos Estados Maiores da Armada, do Exército, e da Força Aérea.

## Letra
Se bem que múltiplas outras versões populares foram sucessivamente surgindo, mais ou menos adaptadas ao momento político, a letra original, composta por Paulo Midosi em 1846, é a seguinte:
Baqueou a tirania

Nobre povo, és vencedor,

Generoso, ousado e livre,

Dêmos glória ao teu valor.

Refrão:

Eia avante, Portugueses!

Eia avante, não temer!

Pela santa Liberdade,

Triunfar ou perecer!

Algemada era a Nação,

Mas é livre ainda uma vez;

Ora, e sempre, é caro à Pátria

O heroísmo Português.

Lá raiou a Liberdade

Que a Nação há-de aditar!

Glória ao Minho que primeiro

O seu grito fez soar!

Segue, ó Povo, o belo exemplo

De tamanha heroicidade:

Nunca mais deixes tiranos

Ameaçar a Liberdade.

Fugi déspotas! Fugi,

Vis algozes da Nação!

Livre, a Pátria vos repulsa,

Terminou a escravidão!